# Wyke (Bradford)
Wyke – wieś w Anglii, w West Yorkshire, w dystrykcie metropolitalnym Bradford. W 2011 miejscowość liczyła 14 950 mieszkańców. Wyke jest wspomniana w Domesday Book (1086) jako Wich.